# Cairns of Coll
Cairns of Coll är klippor i Storbritannien.   De ligger i kommunen Argyll and Bute och riksdelen Skottland, i den nordvästra delen av landet, 700 km nordväst om huvudstaden London.
Terrängen runt Cairns of Coll är platt.  Närmaste större samhälle är Arinagour, 12,9 km sydväst om Cairns of Coll. 